# Юве, Йёрген
Йёрген Юве (норв. Jørgen Juve; 22 ноября 1906, Порсгрунн, Телемарк — 12 апреля 1983, Осло) — норвежский футболист, журналист и писатель. С 1932 по 2024 год являлся лучшим бомбардиром сборной Норвегии по футболу за всю историю (33 мяча в 45 играх). Бронзовый призёр летних Олимпийских игр 1936 года по футболу (капитан сборной). Играл на трёх позициях: нападающего, полузащитника и защитника. В качестве журналиста работал в изданиях «Dagbladet» и «Tidens Tegn», написал несколько книг по спортивной тематике.

## Биография
Йёрген Юве родился 22 ноября 1906 года в городе Порсгрунн.

### Спортивная карьера

#### Клубные выступления
Начал играть в футбол за команду «Уредд» из Порсгрунна в возрасте 16 лет. В 1926 году переехал в Осло, где стал игроком «Люны». В 1928 году команда Юве прошла в финал Кубка Норвегии, но в решающем матче проиграла «Эрн-Хортену». В сезоне 1930/1931 Юве выступил за границей, сыграв 12 матчей за швейцарский «Базель» и забив 10 голов.

#### Игры за сборную

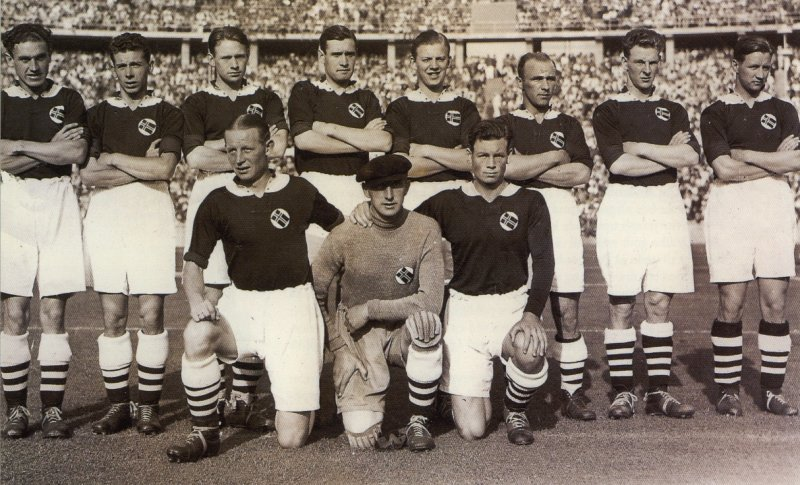
Сборная Норвегии на Олимпийских играх 1936 года, Йёрген Юве — крайний справа в верхнем ряду

С 1928 по 1937 годы Йёрген Юве выступал за сборную Норвегии, за которую провёл 45 игр и в которых забил 33 гола, став самым результативным игроком национальной команды за всю её историю. Он дебютировал в матче против Финляндии в июне 1928 года, а последнюю игру провёл против Дании в июне 1937-го. Свой первый гол Юве забил в июне 1929 года в матче против Нидерландов, оформив попутно хет-трик. Уже в последующих семи играх он увеличил счёт забитым мячам до 16-ти. В 22 матчах Юве выступал на позиции нападающего, в 23 играх — на позиции защитника или полузащитника (на правом фланге и в центре). В 23 матчах Юве выводил сборную в ранге капитана команды.
Юве был капитаном норвежской сборной на Олимпийских играх 1936 года в Берлине. 3 августа Норвегия встретилась с командой Турции и победила со счётом 4:0. В следующем матче норвежцы играли против Германии, — Магнар Исаксен на 8-й и 84-й минутах забил два безответных мяча, выбив Германию из турнира. За этим матчем наблюдали Адольф Гитлер и Йозеф Геббельс, для фюрера это было его первое и единственное посещение футбольных встреч. 10 августа норвежцы проиграли 1:2 Италии в овертайме. В матче за 3-е место норвежцы победили Польшу 3:2. Во всех четырёх матчах Юве выходил на поле, но забить не смог.

#### Работа в качестве тренера
В 1938 году Юве завершил игровую карьеру. У него был небольшой тренерский опыт: он работал в штабах команд «Будё-Глимт» в 1939 году и «Мёльде» в 1948 году (в течение нескольких недель), а также тренировал непродолжительное время команды «Люн» и «Шейд». Одним из его подопечных в «Люна» был Кнут Оснес, — будущий тренер клуба «Люн» и автор «золотых дублей» команды в 1967 и 1968 годах. Малоизвестный тогда 23-летний Оснес, выступая за второй состав «Люны», произвёл сильное впечатление на Юве и вскоре стал игроком основного состава.

#### Мнения экспертов
Футбольные эксперты-современники называли Юве одним из лучших игроков своего времени. Он часто стремился играть в центре нападения, — на этой позиции более значительную роль играли не техника владения мячом, а силовые качества спортсмена. Как нападающий Юве умел хорошо играть головой, обладал отличной скоростью и мощным ударом. Как защитник он отличался точным и надёжным пасом, а также хорошо «читал игру» и твёрдо знал свои обязанности в обороне.
В 2006 году состоялись празднества по поводу 100-летия со дня рождения Йёргена Юве. На официальных мероприятиях президент Норвежского футбольного союза Пер Равн Омдаль назвал его одним из лучших футболистов в истории Норвегии. Известные деятели Норвежского футбольного союза и спортивные журналисты (такие, как Сондре Кофьорд, Пер Йорсетт, Ула Дюбвад Ольсен и Арне Скейе) отметили важный вклад Юве в выигранную Норвегией бронзовую медаль в олимпийском футбольном турнире 1936 года.

### Карьера журналиста и писателя
Юве выучился на юриста в Базеле в 1931 году, позднее работал журналистом и писателем. С 1928 по 1934 годы он был редактором спортивной колонки газеты «Dagbladet» и с 1934 по 1940-й газеты «Tidens Tegn». Во время Второй мировой войны Юве вёл журнал «Bragd». В 1941 году он стал главным редактором журнала «Norges-Nytt», который издавался норвежской дипломатической миссией в Стокгольме. В 1942 году Юве уехал в Лондон, а затем в Нью-Йорк. С 1945 года он стал работать журналистом «Dagbladet» и в том году удостоился чести взять интервью у знаменитой норвежской фигуристки и актрисы Сони Хени.
Йёрген Юве написал несколько книг по спортивной тематике. Среди его работ «Всё о футболе» (1934), «Норвежский футбол» (1937) и «Мгновения» (1978). В последней книге Юве описал ряд известнейших спортивных моментов: победы прыгуна с трамплина Биргера Рууда и горнолыжницы Лайлы Шу Нильсен на Олимпийских играх 1936 года. Юве описал также поведение немецких футболистов во время матча с Норвегией на Олимпиаде 1936 года, когда немцы буквально остолбенели при появлении фюрера. В 1959 году Юве был редактором книги о пятиборце Уле Рейстаде.

### Личная жизнь

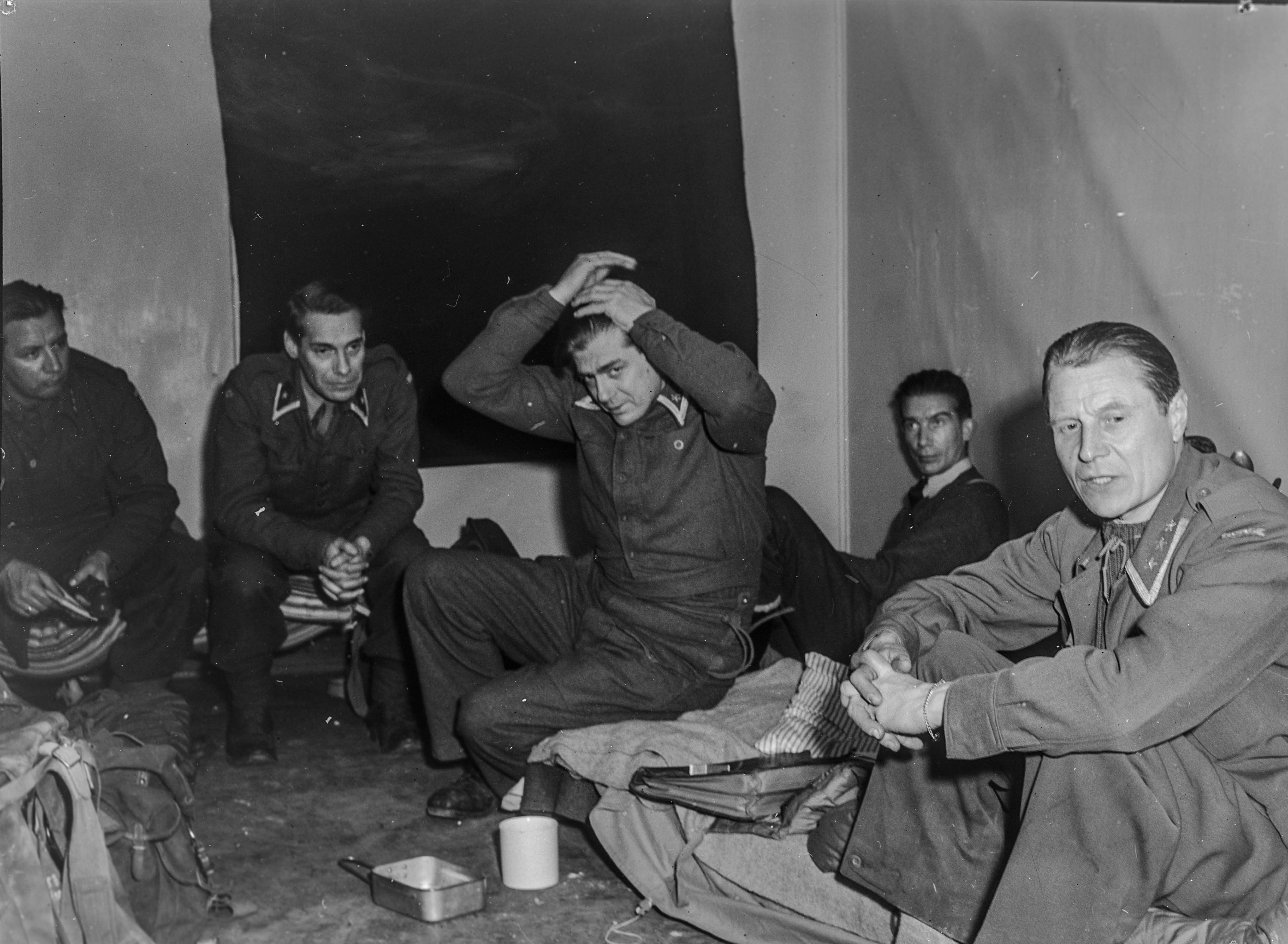
Норвежские добровольцы Британской армии, Йёрген Юве — крайний слева

Отец — Уле Мартин Юве, дубильщик по профессии; мать — Мари Пёнер. Фамилия восходит к ферме «Юве», в Лордале, где родился дед Йёргена.
Йёрген — старший из шести детей в семье, у него были два брата, эмигрировавшие в США, и три сестры, оставшиеся в Норвегии. Одним из близких друзей детства Юве был композитор Клаус Эгге. Йёрген был женат дважды: первой его супругой стала Эрна Риберг в 1932 году, второй — психолог Эва Рёйне. Во втором браке у него родилась дочь. Одной из внучек Йёргена является народная певица Тоне Юве.
Во время Второй мировой войны Юве служил в Норвежской бригаде британской армии. В составе отряда добровольцев в 1944 году он участвовал в освобождении губернии Финнмарк в рамках операции «Крофтер». В 1949 году баллотировался в Парламент Норвегии от Либеральной партии.
Йёрген Юве умер в 1983 году в Осло. Похоронен на Западном кладбище Осло.

## Статистика

### Матчи Юве за сборную Норвегии
| Матчи Юве за сборную Норвегии | Матчи Юве за сборную Норвегии | Матчи Юве за сборную Норвегии | Матчи Юве за сборную Норвегии | Матчи Юве за сборную Норвегии | Матчи Юве за сборную Норвегии       |
| ----------------------------- | ----------------------------- | ----------------------------- | ----------------------------- | ----------------------------- | ----------------------------------- |
| №                             | Дата                          | Соперник                      | Счёт                          | Голы Юве                      | Соревнование                        |
| 1                             | 3 июня 1928                   | Финляндия                     | 6:0                           | —                             | Товарищеский матч                   |
| 2                             | 7 июня 1928                   | Швеция                        | 1:6                           | —                             | Чемпионат Северной Европы 1924—1928 |
| 3                             | 17 июня 1928                  | Дания                         | 2:3                           | —                             | Чемпионат Северной Европы 1924—1928 |
| 4                             | 12 июня 1929                  | Нидерланды                    | 4:4                           | 3                             | Товарищеский матч                   |
| 5                             | 18 июня 1929                  | Финляндия                     | 4:0                           | 3                             | Чемпионат Северной Европы 1929—1932 |
| 6                             | 23 июня 1929                  | Дания                         | 5:2                           | 2                             | Чемпионат Северной Европы 1929—1932 |
| 7                             | 29 сентября 1929              | Швеция                        | 2:1                           | 1                             | Чемпионат Северной Европы 1929—1932 |
| 8                             | 3 ноября 1929                 | Нидерланды                    | 4:1                           | 2                             | Товарищеский матч                   |
| 9                             | 1 июня 1930                   | Финляндия                     | 6:2                           | 3                             | Чемпионат Северной Европы 1929—1932 |
| 10                            | 19 июня 1930                  | Швейцария                     | 3:0                           | 2                             | Товарищеский матч                   |
| 11                            | 6 июля 1930                   | Швеция                        | 3:6                           | 3                             | Чемпионат Северной Европы 1929—1932 |
| 12                            | 21 сентября 1930              | Дания                         | 1:0                           | —                             | Чемпионат Северной Европы 1929—1932 |
| 13                            | 2 ноября 1930                 | Германия                      | 1:1                           | —                             | Товарищеский матч                   |
| 14                            | 25 мая 1931                   | Дания                         | 1:3                           | 1                             | Чемпионат Северной Европы 1929—1932 |
| 15                            | 21 июня 1931                  | Германия                      | 2:2                           | —                             | Товарищеский матч                   |
| 16                            | 27 сентября 1931              | Швеция                        | 2:1                           | 1                             | Чемпионат Северной Европы 1929—1932 |
| 17                            | 5 июня 1932                   | Эстония                       | 3:0                           | 2                             | Товарищеский матч                   |
| 18                            | 17 июня 1932                  | Финляндия                     | 2:1                           | —                             | Чемпионат Северной Европы 1929—1932 |
| 19                            | 1 июля 1932                   | Швеция                        | 4:1                           | 2                             | Чемпионат Северной Европы 1929—1932 |
| 20                            | 25 сентября 1932              | Дания                         | 1:2                           | 1                             | Чемпионат Северной Европы 1929—1932 |
| 21                            | 28 мая 1933                   | Уэльс (люб.)                  | 1:2                           | —                             | Товарищеский матч                   |
| 22                            | 11 июня 1933                  | Дания                         | 2:2                           | —                             | Чемпионат Северной Европы 1933—1936 |
| 23                            | 20 июня 1933                  | Венгрия (люб.)                | 4:2                           | 2                             | Товарищеский матч                   |
| 24                            | 3 сентября 1933               | Финляндия                     | 5:1                           | 3                             | Чемпионат Северной Европы 1933—1936 |
| 25                            | 24 сентября 1933              | Швеция                        | 0:1                           | —                             | Чемпионат Северной Европы 1933—1936 |
| 26                            | 5 ноября 1933                 | Германия                      | 2:2                           | 1                             | Товарищеский матч                   |
| 27                            | 8 июня 1934                   | Австрия (люб.)                | 4:0                           | 1                             | Товарищеский матч                   |
| 28                            | 1 июля 1934                   | Швеция                        | 3:3                           | —                             | Чемпионат Северной Европы 1933—1936 |
| 29                            | 2 сентября 1934               | Финляндия                     | 4:2                           | —                             | Чемпионат Северной Европы 1933—1936 |
| 30                            | 23 сентября 1934              | Дания                         | 3:1                           | —                             | Чемпионат Северной Европы 1933—1936 |
| 31                            | 31 мая 1935                   | Венгрия (люб.)                | 2:0                           | —                             | Товарищеский матч                   |
| 32                            | 23 июня 1935                  | Дания                         | 0:1                           | —                             | Чемпионат Северной Европы 1933—1936 |
| 33                            | 27 июня 1935                  | Германия                      | 1:1                           | —                             | Товарищеский матч                   |
| 34                            | 8 сентября 1935               | Финляндия                     | 5:1                           | —                             | Чемпионат Северной Европы 1933—1936 |
| 35                            | 22 сентября 1935              | Швеция                        | 0:2                           | —                             | Чемпионат Северной Европы 1933—1936 |
| 36                            | 26 июля 1936                  | Швеция                        | 4:3                           | —                             | Товарищеский матч                   |
| 37                            | 3 августа 1936                | Турция                        | 4:0                           | —                             | Олимпийские игры 1936               |
| 38                            | 7 августа 1936                | Германия                      | 2:0                           | —                             | Олимпийские игры 1936               |
| 39                            | 10 августа 1936               | Италия                        | 1:2                           | —                             | Олимпийские игры 1936               |
| 40                            | 13 августа 1936               | Польша                        | 3:2                           | —                             | Олимпийские игры 1936               |
| 41                            | 6 сентября 1936               | Финляндия                     | 0:2                           | —                             | Чемпионат Северной Европы 1933—1936 |
| 42                            | 20 сентября 1936              | Дания                         | 3:3                           | —                             | Чемпионат Северной Европы 1933—1936 |
| 43                            | 1 ноября 1936                 | Нидерланды                    | 3:3                           | —                             | Товарищеский матч                   |
| 44                            | 14 мая 1937                   | Англия                        | 0:6                           | —                             | Товарищеский матч                   |
| 45                            | 13 июня 1937                  | Дания                         | 1:5                           | —                             | Чемпионат Северной Европы 1937—1947 |

Итого: 45 матчей / 33 гола; 23 победы, 9 ничьих, 13 поражений.